# Чемпионат Африки по бегу по пересечённой местности 2011
Чемпионат Африки по бегу по пересечённой местности 2011 года прошёл 6 марта в Кейптауне, ЮАР.

## Результаты
| Вид             | Золото                 | Золото | Серебро               | Серебро | Бронза                 | Бронза |
| --------------- | ---------------------- | ------ | --------------------- | ------- | ---------------------- | ------ |
| Мужчины — 12 км | Джон Мванганги (KEN)   | 35:31  | Стивен Кипротич (KEN) | 35:34   | Хенри Чирчир (KEN)     | 35:35  |
| Женщины — 8 км  | Мерси Чероно (KEN)     | 27:13  | Виола Кибивот (KEN)   | 27:14   | Дорис Чангейво (KEN)   | 27:22  |
| Юниоры — 8 км   | Джафет Корир (KEN)     | 23:03  | Патрик Муака (KEN)    | 23:04   | Николас Тогом (KEN)    | 23:18  |
| Юниорки — 6 км  | Каролина Чепкоэч (KEN) | 19:59  | Мэри Манану (KEN)     | 20:00   | Зиппора Ванджиру (KEN) | 20:05  |

## Страны-участники
| - Бурунди - Ботсвана - Эритрея - Эфиопия | - Кения - Маврикий - Малави - Нигерия - Руанда | - ЮАР - Судан - Танзания - Уганда |